# HD 38677
HD 38677 è una stella di sequenza principale di classe F situata nella costellazione di Orione distante circa 62 parsec (202 anni luce) dalla Terra. Sono stati individuati quattro pianeti in orbita attorno alla stella, tutti piuttosto vicini ad essa.

## Sistema planetario
Nel 2019 sono stati rilevati tre pianeti in orbita attorno alla stella, due dei quali super terre, mentre il terzo in ordine di distanza è un nettuniano caldo. Gli studi sono stati fatti nel programma DMPP (Dispersed Matter Planet Project), centrato su pianeti particolarmente vicini alle loro stelle e basato sul metodo della velocità radiale. In particolare è focalizzato su quelle stelle che presentano velature di gas caldo circumstellare. In questo caso HD 38677 b (il più lontano) dista meno di 0,15 UA, pari a meno della metà del perielio di Mercurio, e di fronte a una stella più calda del Sole.
Nel 2020 è stato rilevato il quarto pianeta su studio da parte di ricercatori dell'Istituto Max Planck per la ricerca sul Sistema Solare, Open University e Rutherford Appleton Laboratory. Sono state fondamentali le osservazioni compiute col telescopio spaziale TESS. Dei quattro pianeti compie dei deboli transiti di 3,3 giorni solo quest'ultimo pianeta, ma i dati di TESS non corrispondono a quelli per velocità radiale. Si è ipotizzato, quindi, che HD 38677 d si sia talmente avvicinato alla stella da venire lentamente disintegrato per sublimazione delle rocce. Questa scoperta può fornire preziose informazioni sulla composizione interna degli esopianeti.
| Pianeta | Tipo             | Massa     | Raggio  | Periodo orb. | Sem. maggiore | Eccentricità | Scoperta |
| ------- | ---------------- | --------- | ------- | ------------ | ------------- | ------------ | -------- |
| d       | Super Terra      | 3,350 M⊕  | 1,39 RJ | 2,882        | 0,0422 UA     | 0,07         | 2020     |
| e       | Super Terra      | 4,129 M⊕  | 1,47 RJ | 5,516 giorni | 0,0651 UA     | 0,07         | 2019     |
| c       | Super Terra      | 9,598 M⊕  | 0,16 RJ | 6,584 giorni | 0,0733 UA     | 0,057        | 2019     |
| b       | Nettuniano caldo | 24,269 M⊕ |         | 18,57 giorni | 0,1462 UA     | 0,083        | 2019     |